# Catalogue des œuvres de Chrysippe de Soles
Le philosophe stoïcien Chrysippe de Soles avait écrit un nombre important de livres. Son biographe Diogène Laërce nous indique qu'il avait rédigé "plus de 705 livres" (Vies et Doctrines de philosophes illustres, 7, 180; le mot "livre" est à comprendre au sens de "tome") et nous en fournit un catalogue; mais ce catalogue nous est  parvenu mutilé, contenant seulement les titres du domaine logique et une partie des titres du domaine éthique. Cependant, des citations d'auteurs postérieurs permettent de retrouver les titres et, dans certains cas, une idée du contenu des ouvrages qui ne sont pas mentionnés par Diogène.

## Les œuvres citées dans le catalogue de Diogène Laërce

### Logique

#### Ouvrages généraux sur la Logique
- Thèses
- Questions de logique et réflexions du philosophe
- Définitions de la dialectique, dédiées à Métrodore (six livres)
- Terminologie de la dialectique, dédiée à Zénon
- L’Art de la dialectique, dédié à Aristagoras
- Des Rapports probables à Dioscoride (quatre livres)

#### Logique concernant les choses

##### Premier groupe
- Des Jugements
- Des Jugements composés
- Du Complexe, dédié à Athénade (deux livres)
- Des Négations, dédié à Aristagoras (trois livres)
- Des Affirmationsà Athénodore
- Des Jugements privatifs à Théaros
- Des Jugements indéfinis
- À Dion (trois livres)
- De la Différence des indéfinis (quatre livres)
- Des Relatifs temporels (deux livres)
- Des Jugements parfaits (deux livres)

##### Deuxième groupe
- De la Disjonction vraie, dédié à Gorgippide
- De la Connexion vraie, dédié à Gorgippide (quatre livres)
- Le Choix, à Gorgippide
- Les Propositions consécutives
- De ce qui est composé de trois à Gorgippide
- Des Possibles, à Clitos (quatre livres)
- Sur le livre des significations de Philon
- Du Faux

##### Troisième groupe
- Des Préceptes (deux livres)
- De l’Interrogation (deux livres)
- De l’Enquête (quatre livres)
- Résumé des deux ouvrages précédents
- De la Réponse (quatre livres)
- Résumé de ce livre
- De la Recherche (deux livres)

##### Quatrième groupe
- Des Prédicats, dédié à Métrodore (dix livres)
- Des Verbes actifs et passifs, à Philarque
- Des Connexions, dédié à Apollonide
- Des Prédicats, dédié à Pasyle (quatre livres)

##### Cinquième groupe
- Des Cinq cas
- Des Énonciations définies selon le sujet
- De la Substitution de sens, à Stésagore (deux livres)
- Des Noms communs (deux livres)

#### Logique concernant les termes et le discours qui en est formé

##### Premier groupe
- Des Termes singulier et pluriel (six livres)
- Des Termes, à Sosigène et Alexandre (cinq livres)
- Des Anomalies concernant les termes, dédié à Dion (quatre livres)
- Des Sorites se rapportant aux paroles (trois livres)
- Des Solécismes, dédié à Denys
- Discours contre l’usage, des Termes, à Denys.

##### Deuxième groupe
- Des Éléments du discours et du signifié (cinq livres)
- De la Syntaxe des énonciations (quatre livres)
- Des Éléments et de la syntaxe des énonciations, à Philippe (trois livres)
- Des Éléments du discours, à Nicias
- Des Sous-entendus

##### Troisième groupe
- Contre ceux qui ne font pas de division (deux livres)
- Des Amphibologies, dédié à Apollas (quatre livres)
- Des Tournures amphibologiques
- Des Connexions amphibologiques (deux livres)
- Contre le livre de Panthoïdos sur les amphibologies (deux livres)
- Introduction aux amphibologies (cinq livres)
- Résumé des amphibologies, dédié à Épicrate
- Réflexions sur l’introduction aux amphibologies.

### Troisième Série
- Sur la disposition (trois livres)
- Sur l'art et la privation de l'art, à Aristocréon (quatre livres)
- Sur la différence entre les vertus, à Diodore (quatre livres)
- Sur le fait que les vertus sont de l'ordre de la qualité (un livre)
- Sur les vertus, à Pollis (deux livres)

### Huitième groupe: lieux éthique, biens et maux

#### Première série
- Sur le bien moral et le plaisir, à Aristocréon (dix livres)
- Démonstrations pour prouver que le plaisir n'est pas la fin morale (quatre livres)
- Démonstrations pour prouver que le plaisir n'est pas un bien (quatre livres)
- Sur ce qui est dit au sujet de [lacune]

## Les ouvrages absents du catalogue de Diogène Laërce

### Le traité "Sur l'âme" (en deux livres)
v. Sur l'âme (Chrysippe). 

### Le traité "Sur les Passions" (en quatre livres)
Ce traité a été abondamment cité par Galien (livres 4 et 5 du traité Des Doctrines d'Hippocrate et de Platon) de sorte qu'il est une des œuvres de Chrysippe que nous connaissons le mieux. Von Arnim a publié les fragments issus de Galien sous la forme d'une seule section, et différentes reconstructions se sont succédé depuis. Nous savons que le traité était constitué de trois livres baptisés logika ou "théoriques" suivis d'un livre "thérapeutique" (to thérapeutikon), qui s'inscrivait dans le domaine de la thérapie de l'âme. Ce dernier avait probablement été écrit de manière à pouvoir être lu de manière indépendante. Le contenu de ses livres peut-être reconstruit comme suit:

#### Livre 1
Le premier livre contenait une exégèse de ce qu’avait écrit le fondateur du Stoïcisme, Zénon de Citium, à propos des passions. Chrysippe expliquait donc les principales thèses de son prédécesseur : d’abord, la passion peut être définie à la fois comme un mouvement irrationnel de l’âme et comme une impulsion excessive. Chrysippe clarifiait l’expression «impulsion excessive » en usant d’une analogie avec un coureur, dont le mouvement est « excessif » en ce qu’il ne peut pas être interrompu sur le champ (à cause de l'élan qu'il a accumulé). Il existe quatre genres de passions (le plaisir et le chagrin, la peur et le désir). La passion peut aussi être définie de manière physiologique, comme un mouvement de la matière dont est constituée l’âme (une expansion pour le plaisir, une contraction pour le chagrin). Enfin, chaque genre est constitué de plusieurs sous-espèces.

#### Livre 2
Le second livre présentait les apories (aporiai, littéralement « impasses ») de la théorie stoïcienne des passions, c’est-à-dire les difficultés qu’elle devait surmonter. Nous savons que Chrysippe voyait de telles difficultés dans le fait que les émotions s’affaiblissent avec le temps, et qu’il y répondait en disant que le jugement qui sous-tendait cette émotion devait être « frais » (prosphatos). La question de l’origine de la perversion morale (dont les passions sont une manifestation) était également posée.

#### Livre 3
Aucune citation de ce livre n'a été conservée.

#### Livre 4 (ou "thérapeutique")
Le dernier livre développait d'abord l'analogie entre la maladie du corps et la maladie du corps. Il reprenait ensuite la définition de la passion, telle que vue dans le livre 1. L'idée selon laquelle la passion consiste en une faiblesse de l'âme, ou un "détournement de la raison", était envisagée à l'occasion de plusieurs émotions: la colère (avec notamment l'exemple de Ménélas retrouvant Hélène et de la Médée d'Euripide); le désir érotique; le chagrin; le plaisir. La passion était ensuite décrite comme une forme de folie ou d'aveuglement mental. Enfin, la thérapie de la passion à proprement parler était abordée. 